# 3-galattosil-N-acetilglucosaminide 4-alfa-L-fucosiltransferasi
La 3-galattosil-N-acetilglucosaminide 4-alfa-L-fucosiltransferasi è un enzima appartenente alla classe delle transferasi, che catalizza la seguente reazione:
GDP-β-L-fucosio + β-D-galattosil-(1→3)-N-acetil-D-glucosamminil-R ⇄ GDP + β-D-galattosil-(1→3)-[α-L-fucosil-(1→4)]-N-acetil-β-D-glucosaminil-R
Questo enzima è il prodotto del gene del gruppo sanguigno di Lewis. Normalmente agisce sul glicoconiugato, mentre R (vedi la reazione) è una glicoproteina o un glicolipide. Benché sia una 4-fucosiltransferasi, ha una persistente attività di 3-fucosiltransferasi verso il residuo di glucosio nel lattosio libero. Questo enzima fucosila sul O-4 di una N-acetilglucosammina che trasporta un gruppo galattosile sul O-3, a differenza della 4-galattosil-N-acetilglucosamminide 3-alfa-L-fucosiltransferasi (numero EC 2.4.1.152), che fucosila sul O-3 di una N-acetilglucosammina che carica un gruppo galattosile sul O-4. Enzimi che catalizzano la 4-α-fucosilazione della GlcNAc delle β-D-Gal-(1→3)-β;-GlcNAc sequenze (con una piccola attività di 3-α-fucosiltransferasi) sono presenti nelle piante, mentre la funzione in vivo è la modificazione degli N-glicani. In aggiunta, il gene fucTa del ceppo UA948 dell'Helicobacter codifica una fucosiltransferasi con l'attività di 3-α- e 4-α-fucosiltransferasi.